# Vladislav Klumpar
Vladislav Klumpar (9. srpna 1893 Praha – 27. června 1979 Montréal) byl český a československý právník a politik, za druhé republiky ministr sloučeného ministerstva sociální a zdravotní správy, později ministr sociální a zdravotní správy Protektorátu Čechy a Morava.

## Biografie
Vystudoval gymnázium v Křemencově ulici v Praze, pak začal studovat Právnickou fakultu Univerzity Karlovy. Studia přerušil za první světové války a školu dokončil až po válce. Jako advokátní koncipient se stal v letech 1919–1922 tajemníkem Spolku československých průmyslníků textilních, pak v období let 1922–1926 zastával funkci prvního tajemníka Ústředního svazu československých průmyslníků v Praze. Od 1. července 1927 nastoupil na post ředitele Ústřední sociální pojišťovny. Působil zároveň coby místopředseda Ústředí československých právníků. K roku 1938 se uvádí jako ředitel Ústřední sociální pojišťovny.
Od 1. prosince 1938 zastával funkci československého ministra sloučeného ministerstva sociální a zdravotní správy v první vládě Rudolfa Berana. Patřil mezi blízké spolupracovníky Aloise Eliáše. 16. února 1939 ho Eliáš pozval na tajnou poradu v Unhošti u Prahy, na které se řešil problém rostoucího slovenského separatismu a byla nastíněna možnost ozbrojeného zásahu centrální vlády proti slovenským separatistům. Portfej si udržel i v druhé vládě Rudolfa Berana a vládě Aloise Eliáše, nyní již jako ministr sociální a zdravotní správy Protektorátu Čechy a Morava. Ve vládě nadále působil jako osobní spojenec Aloise Eliáše. Patřil mezi stoupence zdržovací taktiky protektorátní vlády a udržoval spolu s Eliášem kontakty na odboj. Po zatčení Eliáše v září 1941 Klumpar protestoval u německých úřadů. Na postu ministra setrval do ledna 1942.
Po únorovém převratu roku 1948 byl politicky pronásledován. Počátkem 70. let 20. století emigroval do Kanady, kde v roce 1979 zemřel. Zasazoval se o rehabilitaci Aloise Eliáše.
Dne 7. května 1921 se v Brně oženil s Eliškou Svitavskou (*1899), z matčiny strany sestřenicí Otto Wichterleho a vnučkou poslance Jana Podivínského.